# 市川村 (青森県)
市川村（いちかわむら）は、かつて青森県にあった村。

## 沿革
- 1889年（明治22年）4月1日 - 町村制施行により三戸郡市川村が村制施行し、市川村が発足。
- 1955年（昭和30年）4月1日 - 八戸市に編入され消滅。

## 地域
※合併直前時点。

### 教育
- 市川村立多賀小学校
- 市川村立轟木小学校
- 市川村立桔梗野小学校
- 市川村立多賀中学校

※以下は廃校。
- 市川村立轟木中学校（1950年・市川中学校を統合新設）
- 市川村立多賀中学校（同上）

### 郵便局
- 市川郵便局
- 水目沢郵便局